# Cesar (rivier)
De Cesar is een rivier in Colombia. De rivier ontspringt in de Sierra Nevada de Santa Marta en stroomt vandaar naar het zuiden door de departementen La Guajira en Cesar. De rivier komt bij de plaats El Banco uit in de Magdalena, die uiteindelijk uitkomt in de Caraïbische Zee. De belangrijkste stad die aan de rivier ligt is Valledupar.
De rivier is ongeveer 280 kilometer lang.